# 10458 Sfranke
10458 Sfranke eller 1978 RM7 är en asteroid i huvudbältet som upptäcktes den 2 september 1978 av den svenske astronomen Claes-Ingvar Lagerkvist vid La Silla-observatoriet i Chile. Den är uppkallad efter Sigbrit Franke.
Asteroiden har en diameter på ungefär 3 kilometer och den tillhör asteroidgruppen Nysa.